# La Mouette (pièce de théâtre)
Pour les articles homonymes, voir La Mouette.

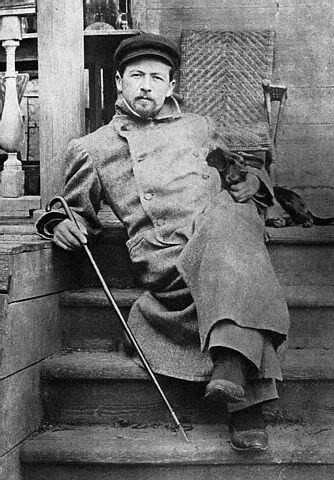
Tchekhov à Melikhovo.

La Mouette (en russe : Чайка, Tchaïka) est une tragédie en quatre actes d'Anton Tchekhov jouée pour la première fois le 17 octobre 1896 au théâtre Alexandrinski de Saint-Pétersbourg.
La première représentation de la pièce fut un échec total. Vera Komissarjevskaïa, qui passait pour la plus grande comédienne russe de son temps et jouait Nina, avait été si intimidée par l'hostilité du public qu'elle en perdit la voix. Tchekhov n’en fut guère surpris : « J’écris ma pièce non sans plaisir, même si je vais à l’encontre de toutes les lois dramaturgiques », écrivit-il à l'éditeur Alexeï Souvorine en 1895.
Il fallut attendre la reprise au Théâtre d'art de Moscou le 17 décembre 1898, dans une mise en scène de Constantin Stanislavski et Vladimir Nemirovitch-Dantchenko, pour que, enfin, le public lui fasse un accueil triomphal. C'est aujourd'hui l'une des pièces les plus connues de l'écrivain.

## Argument
La mouette est le symbole de l'histoire de Nina, aimée par Konstantin qui lui a écrit une pièce. Persuadée de sa vocation d'actrice, elle s'enfuit avec Trigorine, un écrivain reconnu, amant de la mère de Konstantin. Mais elle ne rencontrera pas la réussite, reniée par sa famille et délaissée par son amant. Lorsque, à l'acte II, Trigorine voit une mouette que Konstantin a abattue, il imagine comment il pourrait en faire le sujet d'une nouvelle : « Une jeune fille passe toute sa vie sur le rivage d'un lac. Elle aime le lac, comme une mouette, et elle est heureuse et libre, comme une mouette. Mais un homme arrive par hasard et, quand il la voit, par désœuvrement la fait périr. Comme cette mouette ». La mouette devient le symbole de l'existence de Nina, heureuse près de son plan d'eau mais détruite par le chasseur Trigorine.
La pièce est aussi la double histoire de Konstantin, qui d'une part affronte sa mère en cherchant en vain à lui faire reconnaître sa valeur et d'autre part, depuis la trahison de Nina, se noie dans l'espoir de retrouver un jour sa bien-aimée. Lorsque celle-ci lui rend visite une dernière fois, deux ans après son départ, elle laisse à Konstantin la certitude que sa vie est maudite.
Derrière cette dramatique comédie de mœurs, l'auteur aborde le problème du statut des artistes et de l'art. La mère de Konstantin est une actrice connue et imbue d'elle-même. Son amant, Trigorine, est un écrivain à la mode, peut-être un peu plus critique par rapport à sa propre valeur, sans que cela ne l'empêche d'exposer avec suffisance sa méthode de travail. À l'opposé, on trouve Nina qui aspire à devenir actrice, et Konstantin qui s'essaye à l'écriture. L'accueil par des sarcasmes de l'œuvre écrite pour Nina montre tout le mépris que l'actrice éprouve envers l'art de son fils qui se sentira rejeté, comme Nina sera rejetée par Trigorine.
On trouve dans cette pièce les tourments de personnages qui se cherchent, qui cherchent l'amour, mais le laissent fuir ou passent à côté sans le voir, et qui souffrent de leur passion ou de leurs ambitions. C'est dans le dénouement tragique que les personnages sont confrontés à leur image.
Tchekhov multiplie les didascalies démontrant ainsi sa préoccupation pour des détails de la mise en scène.

## La pièce

### Personnages

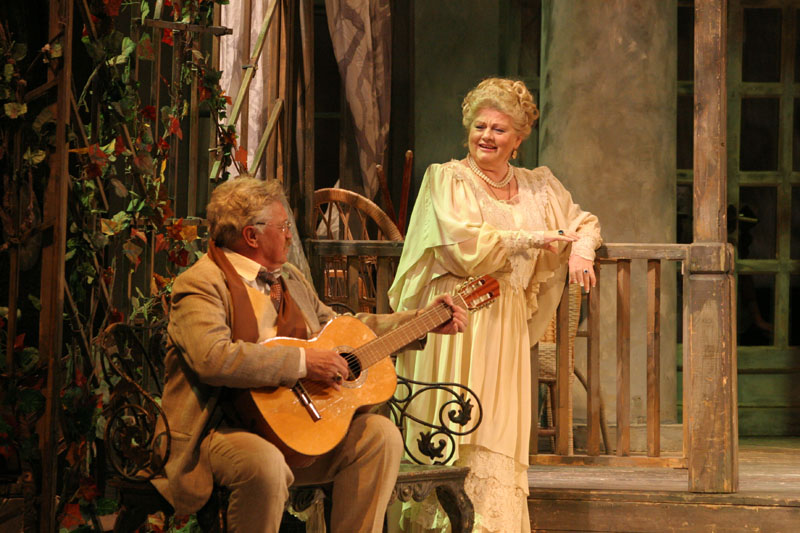
Moscou, Théâtre Maly, 2009: Arkadina (Irina Mouraviova) et le docteur Dorn (Yaroslavl Barychev)

- Irina Nikolaïevna Arkadina - actrice réputée
- Konstantin Gavrilovitch Treplev - son fils, dramaturge
- Piotr Nikolaïevitch Sorine - frère d'Arkadina, ancien conseiller d'État
- Nina Mikhaïlovna Zaretchnaïa - fille d'un riche propriétaire
- Ilya Afanassievitch Shamrayev - lieutenant à la retraite, intendant du domaine de Sorine
- Paulina Andreïevna - sa femme
- Macha - sa fille, de son nom complet Maria Ilinitchna Chamraïeva
- Boris Alexeïevitch Trigorine -  écrivain renommé, amant d'Arkadina
- Evgueni Sergueïevitch Dorn -  médecin de campagne
- Sémion Sémionovitch Medvedenko - maître d'école
- Yakov - domestique
- Le cuisinier
- Une bonne

### Acte I
La pièce se déroule dans la propriété campagnarde de Sorine, un haut fonctionnaire du gouvernement précédent à la santé défaillante. Il est le frère de la célèbre actrice Irina Arkadina, qui arrive à la propriété pour de brèves vacances avec son amant Trigorine, un écrivain à succès. Tous ceux qui séjournent à la propriété sont invités à la représentation d’une pièce de théâtre que Konstantin, fils d'Arkadina, a écrite et mise en scène. Arkadina rit de la pièce de théâtre, qu’elle trouve décadente et incompréhensible, et Konstantin se retire furieux et vexé de tant d’incompréhension. Nina, de son côté, doit partir pour ne pas affronter l'ire de son père et de sa belle-mère. Le premier acte montre aussi plusieurs situations triangulaires : le maître d'école Medviedenko, un brave homme, aime Macha, la fille à tendance alcoolique et déprimée de l'économe de la propriété. Macha, pour sa part, est amoureuse de Konstantin qui courtise Nina. Quand Macha confie son aspiration au bon vieux docteur Dorn, celui-ci reproche à la lune et au lac, omniprésent dans la pièce, de jeter sur chacun un voile romantique.

### Acte II
L'acte II se déroule un après-midi en dehors de la propriété, quelques jours plus tard. Après avoir évoqué des temps plus heureux, Arkadina se heurte à l’intendant du domaine, Chamraïev, dans une discussion tendue, et décide de partir immédiatement. Nina s’attarde après le départ du groupe et Konstantin apparaît pour lui donner une mouette qu'il vient d'abattre. Nina est gênée et horrifiée du cadeau. Konstantin voit Trigorine approcher et s’en va, en proie à une crise de jalousie. Trigorine entre, et Nina lui demande de lui parler de sa vie d'écrivain. Il répond que ce n'est pas une vie facile. Nina sait que la vie d'une actrice n'est pas facile non plus, mais son plus cher désir est de le devenir. Trigorine voit la mouette que Konstantin a abattue et imagine comment il pourrait en faire le sujet d'une nouvelle : “Une jeune fille passe toute sa vie sur le rivage d'un lac. Elle aime le lac, comme une mouette, et elle est heureuse et libre, comme une mouette. Mais un homme arrive par hasard et, quand il la voit, par désœuvrement la fait périr. « Comme cette mouette ». Mais Arkadina demande Trigorine, qui sort lorsqu’elle lui annonce qu'elle a changé d’avis et qu’ils ne partiront pas immédiatement. Nina s’attarde, captivée par la célébrité et la modestie de Trigorine.

### Acte III
L'acte III se déroule à l'intérieur de la propriété, le jour du départ d’Arkadina et de Trigorine. Konstantin porte un bandage car il a tenté de se suicider en se tirant une balle dans la tête, entre les deux actes, mais la balle n’a fait qu’effleurer la boîte crânienne. Nina trouve Trigorine et lui offre un médaillon en gage d’attachement, sur lequel est gravée la référence d'une phrase de l'un des écrits de Trigorine : « Si vous avez jamais besoin de ma vie, venez et prenez-la. » Elle se retire après avoir demandé à voir une dernière fois Trigorine avant son départ. Arkadina paraît, suivie de Sorine dont la santé continue à s'altérer. Trigorine part pour continuer ses bagages. Konstantin entre et demande à sa mère de changer son pansement. Alors qu’elle s’y emploie, Konstantin dénigre Trigorine, et mère et fils se déchirent à tel point que ce dernier fond en larmes. Trigorine entre et demande à Arkadina s’ils peuvent rester à la propriété. Comprenant l'attachement de son amant à Nina, elle le flatte et le cajole jusqu'à ce qu'il consente à rentrer à Moscou. Elle quitte la scène, et Nina vient dire un dernier adieu à Trigorine, l'informant qu'elle part aussi pour Moscou en vue de devenir actrice, s’opposant ainsi aux souhaits de ses parents. Ils s'embrassent passionnément et font le projet de se rencontrer dans la capitale.

### Acte IV
L'acte IV se déroule en hiver, deux ans plus tard, dans une salle aménagée comme cabinet de travail de Konstantin.
Macha a finalement accepté la proposition de mariage de Medviedenko et un enfant est né de leur union. Pourtant Macha nourrit encore un amour non partagé pour Konstantin. Les personnages discutent ce qui s'est passé dans les deux années écoulées : Nina et Trigorine ont habité un temps ensemble à Moscou, un enfant leur est né mais est mort en bas âge, puis Trigorine a abandonné Nina et est retourné auprès d’Arkadina. Nina n'a jamais connu de véritable succès comme actrice, elle effectue une tournée en province avec une petite troupe de théâtre. Konstantin a publié plusieurs nouvelles, mais est de plus en plus déprimé. Sorine ne se déplace plus qu'en fauteuil roulant, sa santé décline, aussi les gens de la propriété ont-ils télégraphié à Arkadina afin qu’elle l’assiste dans ses derniers jours.
La plupart des personnages entament une partie de loto. Konstantin ne les rejoint pas et travaille à un manuscrit. Après le départ du groupe pour dîner, Nina apparaît, entre et parle à Konstantin de sa vie des deux dernières années. Elle commence à se comparer à la mouette que Konstantin a tuée puis change d’attitude et déclare qu'elle est actrice. Elle lui raconte avoir dû voyager avec une compagnie de théâtre de second rang après la mort de son enfant, mais paraît avoir une nouvelle confiance en l’avenir. Konstantin l’implore de rester avec lui, mais elle est dans un tel désarroi que l’imploration de Konstantin n’a pas de sens pour elle. Elle repart comme elle est arrivée.
Abattu, Konstantin déchire son manuscrit avant de quitter la pièce en silence. Le groupe rentre et reprend sa partie de loto. Un coup de feu retentit et le docteur Dorn sort s’enquérir de ce qui s’est passé. Il revient et demande à Trigorine de faire sortir Arkadina, avant d'annoncer que Konstantin vient de se tuer.

## Lecture de la pièce

### Les thèmes
- L’art : c'est le substrat qui nourrit passions, espoirs (toujours déçus) et conflits entre les personnages. Il est au cœur des préoccupations de tous, des artistes bien sûr (du jeune Konstantin qui entend réinventer le théâtre, à Trigorine et Arkadina qui restent figés dans un attachement aux formes anciennes) mais aussi, de manière parfois plus surprenante, des autres personnages : Nina porte haut son désir d'être actrice, le docteur s’interroge sur le pouvoir de l’art à sublimer la vie, Sorine exprime que « le théâtre, il n'est pas possible de faire sans », le régisseur du domaine, par ailleurs dépeint comme despotique et intransigeant, est prolixe d'anecdotes sur les grands acteurs de l'époque.
- Le théâtre dans le théâtre : des extraits de la pièce de Konstantin sont joués à trois reprises (à l’acte I devant l’ensemble des pensionnaires du domaine de Sorine ; à l’acte II à la demande de Macha puis à l’acte IV) mais on le retrouve aussi dans la manière dont certains personnages, la plus flagrante était Arkadina, sont en permanence en représentation.
- Enfin, La mouette apparaît comme une « figure allégorique de la liberté de l'artiste », à la merci du premier porteur de fusil venu. La mouette est surtout décrite par Tchekhov comme le symbole de l'existence de Nina, heureuse près de son plan d'eau mais détruite par le chasseur Trigorine. Lorsque Trigorine demande à Chamraïev d'empailler la mouette, demande dont il ne garde aucun souvenir, celle-ci est également le symbole du danger que représente Trigorine qui, par les notes qu'il prend à longueur de temps, vide de sa substance la vie de ses modèles en toute bonne conscience, comme il videra de sens la vie de Nina[4].

### Les références
- Hamlet : Antoine Vitez écrit que La Mouette « est une vaste paraphrase de Hamlet où Treplev [Konstantin] répète Hamlet, Arkadina Gertrude, Trigorine Claudius, Nina (très attirée par l’eau) Ophélie au bord de la folie etc.[5] ». Tchekhov était en effet un grand admirateur de Shakespeare, et ne se cache pas de son inspiration en ce sens qu'il n'est pas avare de citations. Dès le début de l’Acte I, Arkadina récite un extrait de Hamlet : « Mon fils ! Tu m’as fait voir jusqu’au fond de mon âme, et j’y ai vu de si sanglants ulcères, de si mortels, qu’il n’est point de salut ». Konstantin cite pour sa part le prince Hamlet lui-même : « Et pourquoi donc t’être livrée au vice, cherchant l’amour dans le gouffre du crime ? » Par ailleurs, Hamlet fait également une place importante à la représentation de pièces de théâtre dans la pièce elle-même.
- Guy de Maupassant : Tchekhov admirait beaucoup cet auteur[6]. Arkadina, au début de l’acte II, lit un passage de Sur l'eau évoquant l’attitude des femmes françaises qui « font le siège d’un écrivain au moyen de compliments, d’attentions et de gâteries », alors qu'Arkadina prétend n’agir que par pure passion pour Trigorine.
- Pouchkine : Treplev cite le poème dramatique inachevé, nommé Roussalka (ou Ondine) de Pouchkine (1832) car le meunier du poème de Pouchkine se compare à un corbeau, de la même manière que Nina se compare à une mouette. (C.f Acte 4)

### La Mouetteen France
La Mouette a été jouée d'innombrables fois depuis que Georges Pitoëff la fit représenter pour la première fois en France en 1922 à la Comédie des Champs-Élysées. On peut distinguer depuis :
- 1939, Georges Pitoëff, Théâtre des Mathurins
- 1954, Centre dramatique de l'Est, décors et costumes de Robert Wogensky
- 1955, André Barsacq, Théâtre de l'Atelier[7].
- 1966, Gilbert Pineau, Téléfilm
- 1967, Gabriel Monnet, Comédie de Caen
- 1969, Antoine Vitez, Théâtre du Midi
- 1975, Lucian Pintilie, Théâtre de la Ville
- 1978, Pierre Franck, Théâtre de l'Atelier
- 1980, Otomar Krejča, Comédie-Française
- 1984, Antoine Vitez, Théâtre de Chaillot
- 1985, Jean-Claude Amyl, Théâtre national de Marseille La Criée, Théâtre de Boulogne-Billancourt
- 2002, Philippe Calvario, Théâtre national de Bretagne, Théâtre des Bouffes du Nord, tournée en France
- 2006, Vincent Roumagnac, Emmanuel Guez, Théâtre de la Croix-Rousse, Lyon
- 2008, Philippe Adrien, Théâtre de la Tempête
- 2011, Daniel Veronese, Théâtre du Nord
- 2011- 2012, Christian Benedetti, Théâtre-Studio Alfortville - Théâtre de l'Athénée et tournée en France et à l'étranger
- 2012, Anna Zakharova, Lycée Saint Joseph de Reims, avec les équipes Théâtre
- juillet 2012, Arthur Nauzyciel, Festival d'Avignon, dans la cour d'honneur du Palais des Papes, diffusée en direct sur une chaîne de télévision française, France 2, le 24
- 2012-2013, Frédéric Bélier-Garcia, Nouveau théâtre d'Angers[8], tournée
- 2016-2017, Thomas Ostermeier, Théâtre Vidy-Lausanne, Théâtre National de Strasbourg, tournée
- 2016-2017, Thibault Perrenoud pour Kobal't, Théâtre de la Bastille, tournée
- 2019, Jean-Luc Jeener, Théâtre du Nord-Ouest, dans le cadre de l'intégrale Tchekhov
- 2021-2022, Cyril Teste, collectif MxM, tournée[9]
- 2024, Stéphane Braunschweig, Odéon-Théâtre de l’Europe
- 2025, Elsa Granat, Comédie Française

Elle a été adaptée par Marguerite Duras, et traduite notamment par Elsa Triolet, Antoine Vitez, Françoise Morvan et André Markowicz.

### La Mouetteen Suisse
- 2004, Philippe Mentha, Théâtre Kléber-Méleau de Renens[10] et Comédie de Genève[11]
- 2014, Lucien Zuchuat, Espace Pertuis à Fribourg [12]
- 2016, Thomas Ostermeier, Théâtre Vidy-Lausanne

## Adaptations cinématographiques
- 1968 : La Mouette (The Seagull) de Sidney Lumet (États-Unis, Royaume-Uni)
- 1970 : La Mouette (Чайка) de Youli Karassik (URSS)
- 1976 : La Mouette (Il Gabbiano) de Marco Bellocchio (Italie)
- 2003 : La Petite Lili de Claude Miller (France)
- 2018 : The Seagull de Michael Mayer (en) (États-Unis)